# Séez
Cet article possède des paronymes, voir Sée et Sées.
Pour les articles homonymes, voir Séez (homonymie).
Séez [se] est une commune française située dans le département de la Savoie, en région Auvergne-Rhône-Alpes.

## Géographie

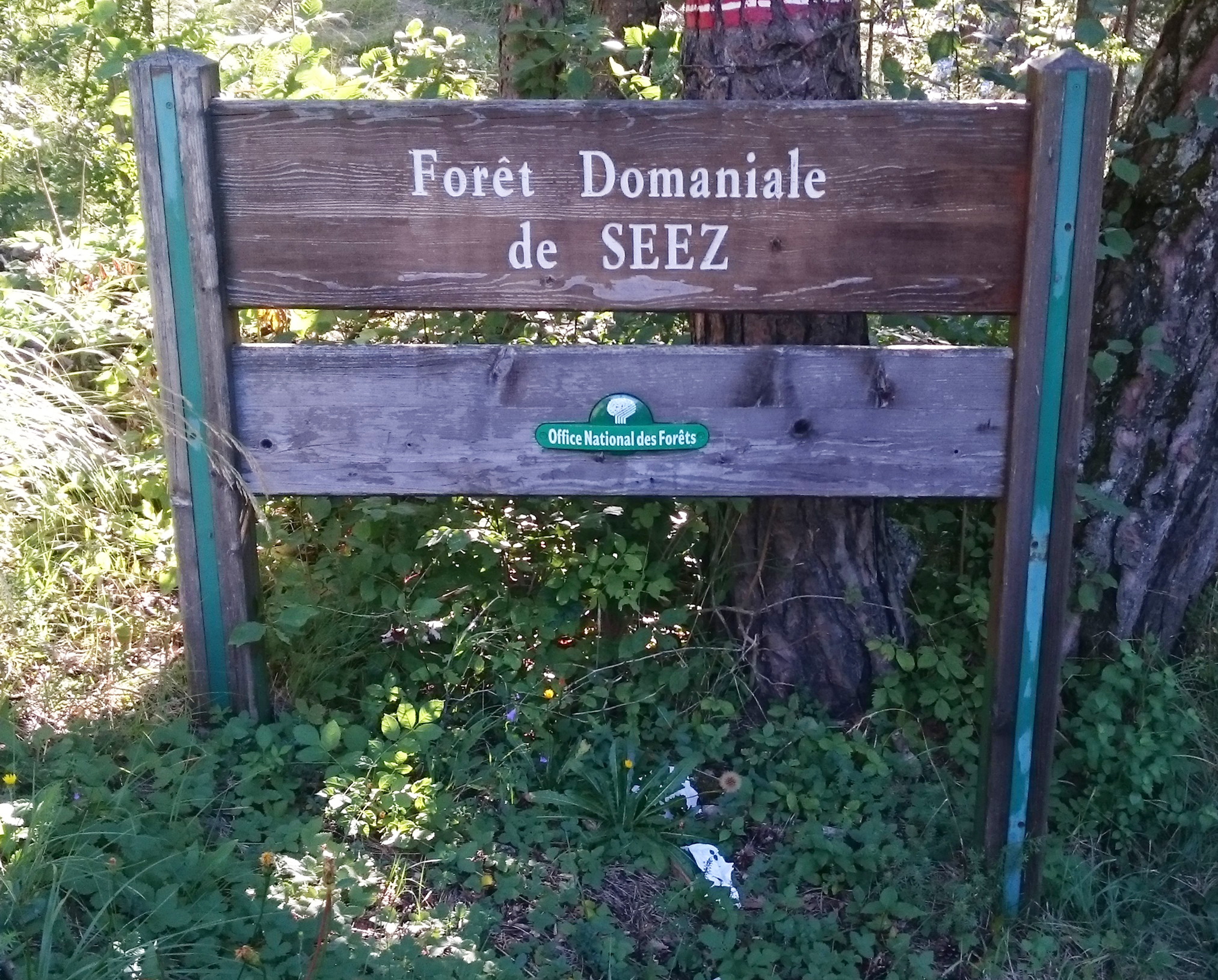
Entrée de la forêt Domaniale de Séez.

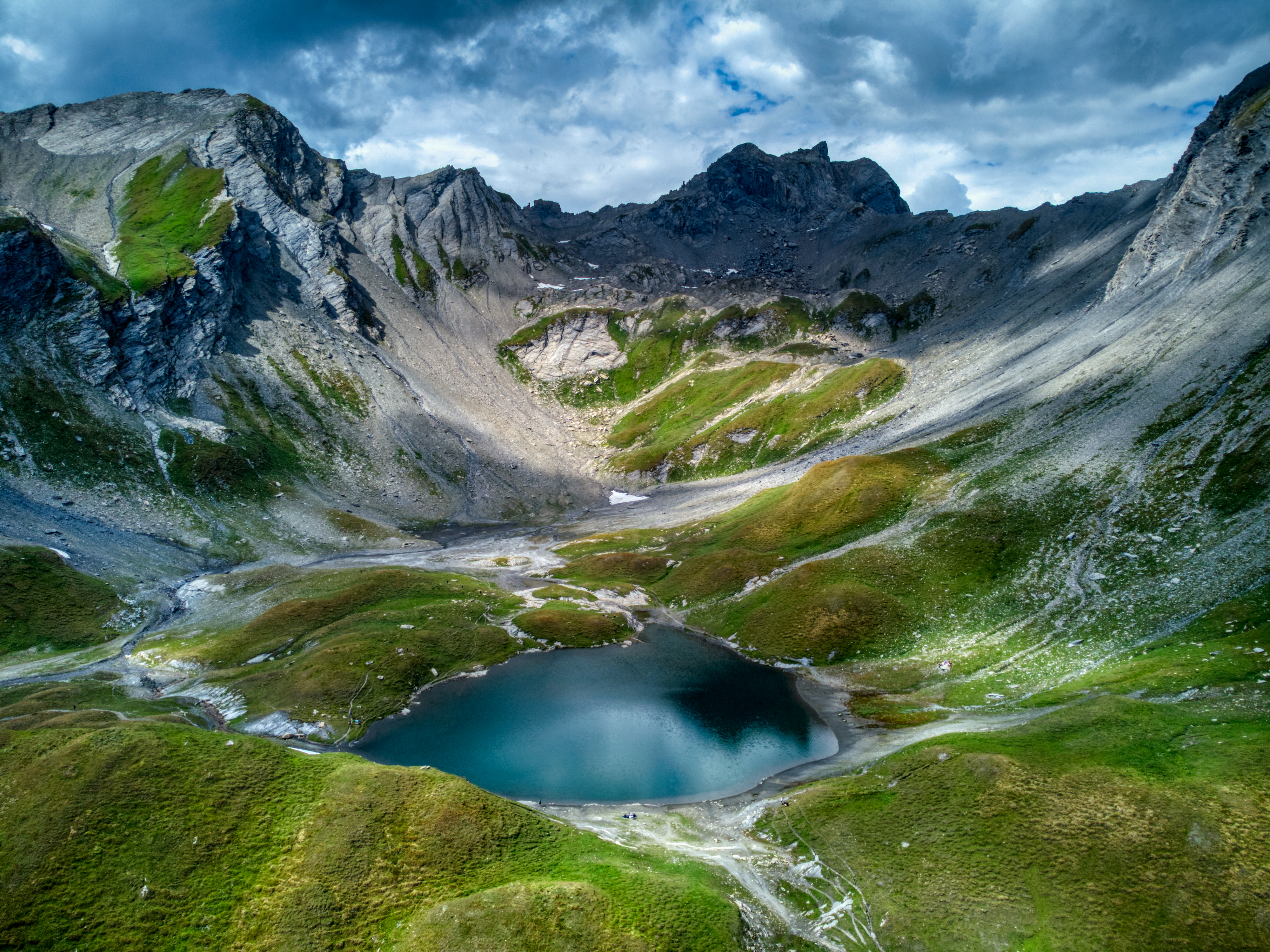
Lac Sans Fond

### Forêts
Séez possède une forêt protégée soumise à la réglementation de protection et de boisements. Cette forêt a été promulguée comme terrain communal grâce à un acte administratif du 1er décembre 1893. L'entrée de la forêt communale se trouve sur la gauche de la RD 1090 en entrant dans Séez. La forêt est actuellement gérée par l'office national des forêts et possède une surface de 155 hectares et 35 aires. La surface de la forêt étant étalée sur une montagne, l'altitude minimale est de 875 mètres et l’altitude maximale de 1 850 mètres pour une moyenne de 1 350 mètres. La forêt est composée à 18 % de pins sylvestres, 6,5 % d'épicéas, 11,5 % de mélèzes, 0,5 % de pins à crochets pour une surface non boisée de 63,5 %.

### Situation
Séez est composée de plusieurs hameaux, dépendants du bourg. Il y a Villard-Dessous, Villard-Dessus et Noyeraie, qu'on trouve sur la route du col du Petit-Saint-Bernard qui permet le passage en Italie. On trouve sur la même route la station de La Rosière. On peut donc rattacher le col à la commune et situer le point culminant de Séez à la montagne du Sommet des Rousses à près de 3 000 m d'altitude.

### Cours d'eau
La commune est traversée par l'Isère et le Reclus. Le Versoyen sépare Séez de Bourg-Saint-Maurice.

### Voies de communications
Séez est traversée par la RD 1090 (ancienne RN 90) qui relie la Tarentaise au vallon de La Thuile (Vallée d'Aoste) par le col du Petit-Saint-Bernard. Cette route bifurque sur la RD 902 depuis le centre du chef-lieu pour desservir les stations de Sainte-Foy-Tarentaise, Villaroger, Tignes, Val-d'Isère et le col de l'Iseran.
Le stationnement sur la commune est gratuit. La commune est équipée de plusieurs aires de stationnement à durée limitée.
Pas de liaison ferroviaire, mais des autocars au départ de la gare de Bourg-Saint-Maurice (4 km) et à destination des stations de ski ci-dessus desservent également la commune.

## Urbanisme

### Typologie
Au 1er janvier 2024, Séez est catégorisée petite ville, selon la nouvelle grille communale de densité à sept niveaux définie par l'Insee en 2022.
Elle appartient à l'unité urbaine de Bourg-Saint-Maurice, une agglomération intra-départementale regroupant deux  communes, dont elle est une commune de la banlieue,,. Par ailleurs la commune fait partie de l'aire d'attraction de Bourg-Saint-Maurice, dont elle est une commune du pôle principal,. Cette aire, qui regroupe 9 communes, est catégorisée dans les aires de moins de 50 000 habitants,.

### Occupation des sols
L'occupation des sols de la commune, telle qu'elle ressort de la base de données européenne d’occupation biophysique des sols Corine Land Cover (CLC), est marquée par l'importance des forêts et milieux semi-naturels (88,7 % en 2018), en augmentation par rapport à 1990 (86,5 %). La répartition détaillée en 2018 est la suivante : milieux à végétation arbustive et/ou herbacée (45 %), forêts (26,7 %), espaces ouverts, sans ou avec peu de végétation (17 %), prairies (4,4 %), zones agricoles hétérogènes (4,1 %), zones urbanisées (2,6 %), espaces verts artificialisés, non agricoles (0,2 %).
L'IGN met par ailleurs à disposition un outil en ligne permettant de comparer l’évolution dans le temps de l’occupation des sols de la commune (ou de territoires à des échelles différentes). Plusieurs époques sont accessibles sous forme de cartes ou photos aériennes : la carte de Cassini (XVIIIe siècle), la carte d'état-major (1820-1866) et la période actuelle (1950 à aujourd'hui).

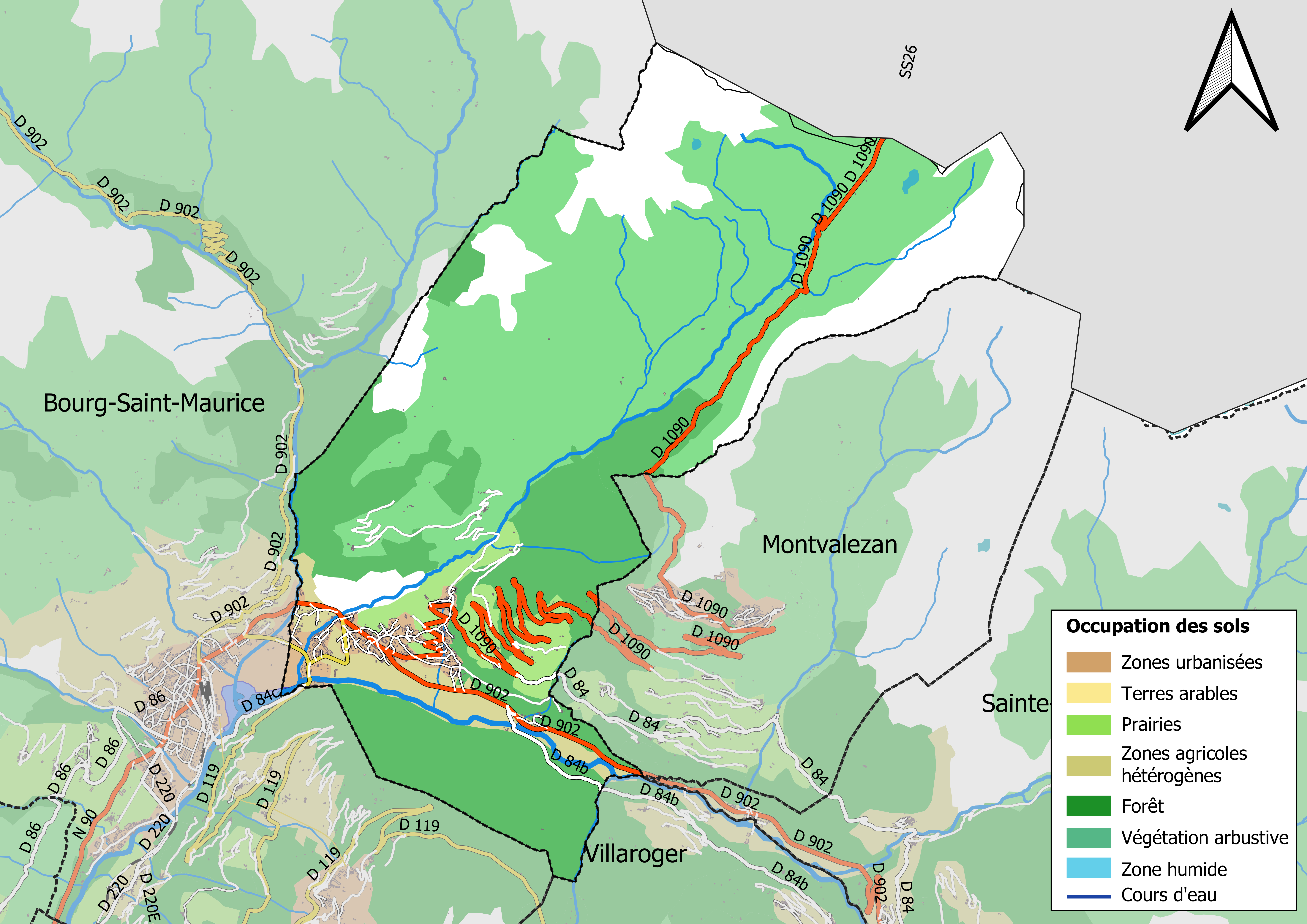
Carte des infrastructures et de l'occupation des sols en 2018 (CLC) de la commune.
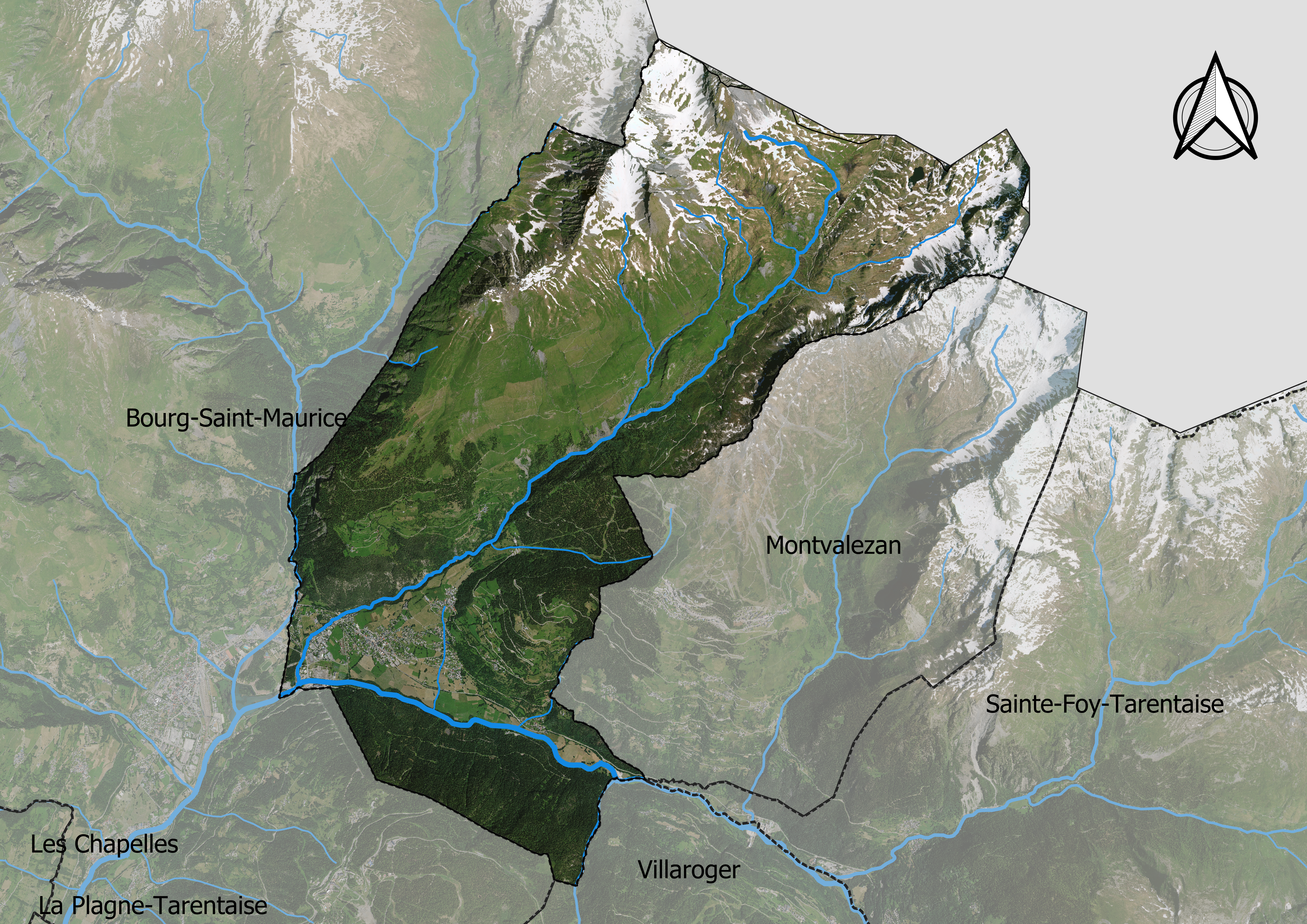
Carte orthophotogrammétrique de la commune.

## Toponymie
On trouve les formes Sest, ou Sexto au XIIe siècle, puis Sexti/Sesti, au XIVe siècle.
Son nom vient du fait que la commune se situe à l'emplacement de la borne « six » de la voie romaine (du latin sextum, milliarium = sixième, militaire),, un giratoire à l'entrée de Séez représente cette borne.
En francoprovençal, le nom de la commune s'écrit Sé (graphie de Conflans) ou Sést (ORB).

## Histoire
Le territoire de Séez est limitrophe du Val d'Aoste. Il comprend tout le vallon du col du Petit-Saint-Bernard. Le nom de Séez dérive de Sextus (lapis), la sixième borne milliaire de la voie romaine qui reliait Milan à Lyon et Vienne.
Au Moyen Âge, Séez était le chef-lieu de la seigneurie de « La Val d'Isère », comprenant toute la haute vallée de l'Isère en amont du Versoyen servant de limite avec Bourg-Saint-Maurice, composée également des paroisses de Montvalezan, Sainte-Foy, Villaroger, Saint-Germain-de-Séez et Tignes,.
Saint-Germain-de-Séez, actuel hameau de Séez, obtient des franchises communales en février 1259. La population est ainsi exemptée de « taille, des chevauchées et de tous autres impôts » en échange de l'entretien de la route et du secours en montagne. Ces libertés obtenues par un hameau sont rares en milieu rural. Elles ont été concédées par la régente Cécile de Savoie, au nom de son fils Boniface, en raison de la position stratégique sur la route du col du Petit-Saint-Bernard du hameau,. Des reconnaissances sont faites jusqu'en 1792. Le nom de Saint-Germain est peut-être lié au passage du corps de saint Germain d'Auxerre mort à Ravenne en 448.
Le 29 mai 1310, Jacquemet de Beaufort, obtient en échange de sa co-seigneurie de Beaufort, la seigneurie de la Val d'Isère du comte Amédée V de Savoie, et achète le titre de vicomte de Tarentaise en 1346 pour 2 000 florins. À l'extinction de la famille de Beaufort, la seigneurie est passée aux Duyn (Duing), puis en 1540 à la famille Mareschal. En 1617, le duc de Savoie a élevé la seigneurie en comté. Pierre de Duyn-Mareschal a été le premier comte la Val d'Isère. En 1784, le dernier comte de La Val d'Isère affranchit Séez et les communes environnantes pour 68 000 livres,.

## Politique et administration

### Tendances politiques et résultats
Les électeurs de Séez votent aux différents scrutins de ces dernières décennies à droite.

### Administration municipale
Le conseil municipal de Séez est composé d'un maire et de 18 conseillers municipaux.
Voici ci-dessous le partage des sièges au sein du Conseil municipal de Séez :

### Liste des maires
| Période       | Période                         | Identité               | Étiquette | Qualité                                                                         |
| ------------- | ------------------------------- | ---------------------- | --------- | ------------------------------------------------------------------------------- |
| 1935          | 1965                            | Célestin Freppaz       | DVD       | Conseiller général du canton de Bourg-Saint-Maurice(1949 → 1961)                |
| 1965          | 1971                            | Gaston Gaide           | SE        | Retraité                                                                        |
| 1971          | 1977                            | Jean Claude Ringenbach | SE        | Pharmacien                                                                      |
| 1977          | 1982                            | Roger Finet            |           | Agriculteur                                                                     |
| Maire en 1982 | 1991                            | Gabriel Murzilli       |           | Entrepreneur                                                                    |
| 1991          | mars 2001                       | Olivier Arpin          | SE        | Principal de collège                                                            |
| mars 2001     | mars 2014                       | Jean-Louis Grand       | SE        | Retraité de la Police                                                           |
| mars 2014     | mai 2020                        | Jean-Luc Penna         | SE-DVD    | Médecin généraliste 4e vice-président de la CC de Haute-Tarentaise(2014 → 2020) |
| mai 2020      | En cours (au 13 septembre 2020) | Lionel Arpin           | SE        | Artisan électricien                                                             |

### Instances judiciaires et administratives
Séez abrite la maison de l'intercommunalité de Haute-Tarentaise.

## Démographie
L'évolution du nombre d'habitants est connue à travers les recensements de la population effectués dans la commune depuis 1793. Pour les communes de moins de 10 000 habitants, une enquête de recensement portant sur toute la population est réalisée tous les cinq ans, les populations de référence des années intermédiaires étant quant à elles estimées par interpolation ou extrapolation. Pour la commune, le premier recensement exhaustif entrant dans le cadre du nouveau dispositif a été réalisé en 2006.

En 2022, la commune comptait 2 460 habitants, en évolution de +4,06 % par rapport à 2016 (Savoie : +3,63 %, France hors Mayotte : +2,11 %).
| 1793  | 1800  | 1806  | 1822  | 1838  | 1848  | 1858  | 1861  | 1866  |
| ----- | ----- | ----- | ----- | ----- | ----- | ----- | ----- | ----- |
| 1 340 | 1 468 | 1 591 | 1 781 | 1 850 | 1 842 | 1 514 | 1 448 | 1 445 |

| 1872  | 1876  | 1881  | 1886  | 1891  | 1896  | 1901  | 1906  | 1911  |
| ----- | ----- | ----- | ----- | ----- | ----- | ----- | ----- | ----- |
| 1 367 | 1 348 | 1 365 | 1 487 | 1 327 | 1 311 | 1 214 | 1 194 | 1 159 |

| 1921  | 1926  | 1931  | 1936  | 1946 | 1954  | 1962  | 1968  | 1975  |
| ----- | ----- | ----- | ----- | ---- | ----- | ----- | ----- | ----- |
| 1 106 | 1 067 | 1 026 | 1 080 | 907  | 1 649 | 1 200 | 1 134 | 1 134 |

| 1982  | 1990  | 1999  | 2006  | 2011  | 2016  | 2021  | 2022  | - |
| ----- | ----- | ----- | ----- | ----- | ----- | ----- | ----- | - |
| 1 300 | 1 662 | 1 968 | 2 251 | 2 431 | 2 364 | 2 413 | 2 460 | - |

## Économie

### Industrie
La centrale hydroélectrique de Malgovert, qui turbine les eaux de la retenue du barrage du Chevril (Tigne), se trouve sur le territoire de la commune.
La zone d'activité économique des Glières située sur la commune de Séez abrite plusieurs entreprises, dont l'usine d'embouteillage de l'Eau de Bonneval qui puise sa source dans les hauteurs de la commune voisine de Bourg-Saint-Maurice.

### Tourisme

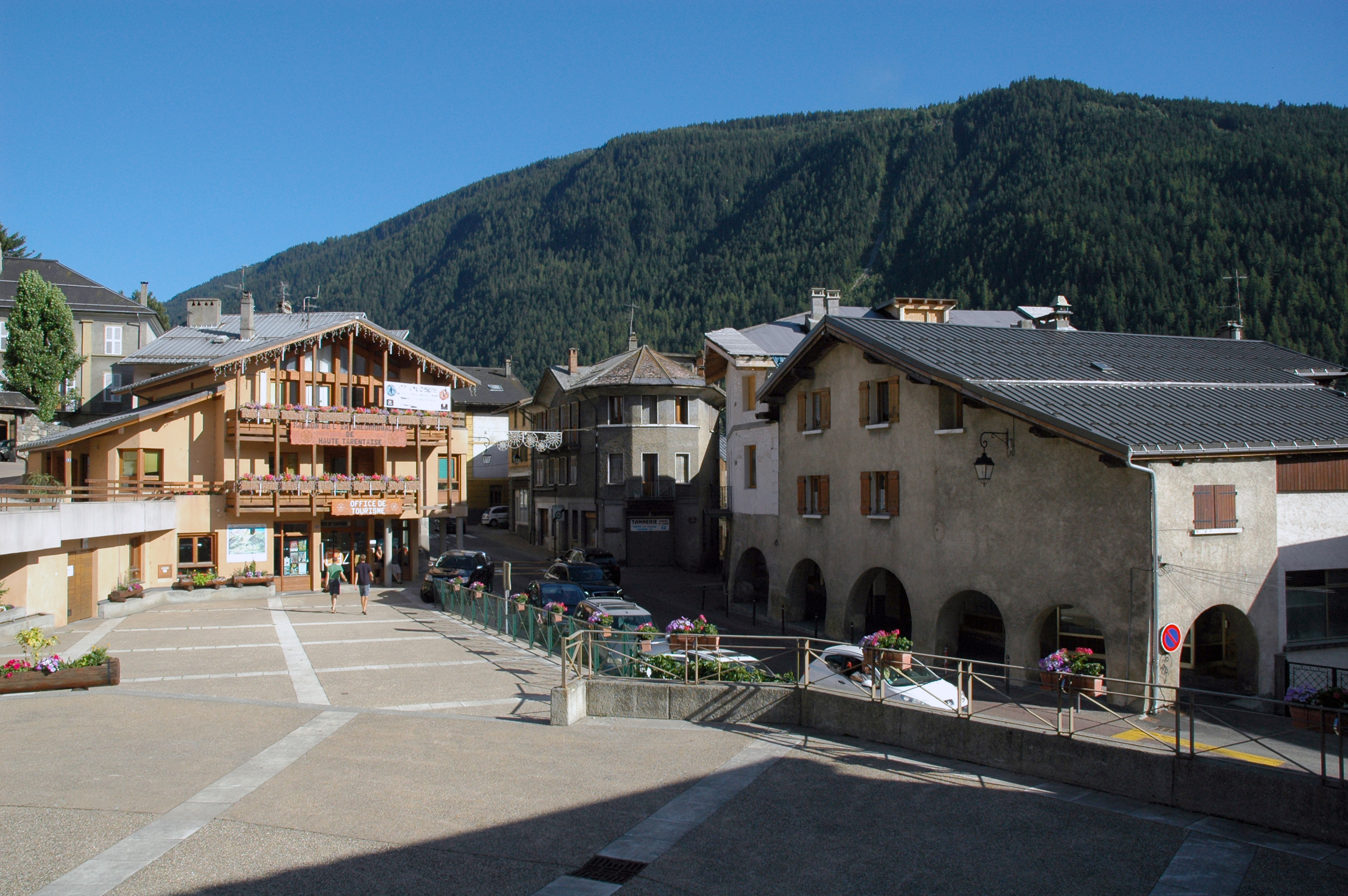
L'office de tourisme à Séez.

En 2014, la capacité d'accueil de la station, estimée par l'organisme Savoie Mont Blanc, est de 1 789 lits touristiques répartis dans 250 établissements. Les hébergements se répartissent comme suit : 55 meublés, 5 hôtels, une structure d'hôtellerie de plein air, un centre ou village de vacances / maison familiale, un refuge ou gîte d'étape et deux chambres d'hôtes.
En 2017, la commune est labellisée « Station verte ».

## Sports

### Sports d'hiver
Le secteur des Écudets de la station de sports d'hiver de La Rosière se situe sur le territoire de la commune de Séez. Cette station de sports d'hiver est reliée au domaine franco-italien de l'espace San Bernardo.
Lorsque l'enneigement est suffisant une piste de ski descend jusque derrière le Foyer Rural dans le centre-bourg.
Des pistes de ski de fond sont damées lorsque l'enneigement le permet dans les prés entre le chef-lieu et le lieu-dit de Longefoy.

### Randonnée
Située au coeur des Alpes, la commune dispose de plusieurs itinéraires de randonnée. Notamment, le chemin de Comtesse Cécile empruntant la voie romaine et le sentier des hameaux de Séez.

### Cyclisme
Une piste cyclable gérée par la communauté de communes traverse la commune par la forêt de Malgovert en longeant l'Isère. Cet itinéraire cyclable permet de relier plusieurs communes de Haute-Tarentaise ; de Séez à Aime-la-Plagne en passant par Bourg-Saint-Maurice.

### Autres sports
La commune dispose d'un court de tennis, d'un terrain de football et d'un terrain multisports accessibles au public.

## Culture locale et patrimoine

### Lieux et monuments
Séez ayant été le chef-lieu des vicomtes de haute Tarentaise, on peut y observer l'ancienne demeure seigneuriale.
L'église paroissiale Saint-Pierre-et-Saint-Paul, dédiée aux saints Pierre et Paul, mentionnée au XIIe siècle, l'église actuelle est consacrée en 1683 dans un style baroque.
La Tannerie et la Filature Arpin, sont des lieux de grand intérêt et de découverte de l'environnement et de l'artisanat local.
Le Moulin de Saint-Germain situé dans le hameau du même nom a été reconstruit en 1987 par des habitants et d'autres bénévoles, il est un témoin de la vie des habitants d'autrefois. Il ouvre régulièrement ses portes aux visiteurs. Il est également possible d'acheter du pain fabriqué dans ce moulin hydraulique.

### Fêtes, foires
- La Pass’ Pitchü, la fête de la réouverture du col du Petit-Saint-Bernard après l'hiver, organisée tour à tour par les communes de Séez et de La Thuile.

### Personnalités liées à la commune
- Francis Carquet (1845-1899) magistrat et député de la circonscription (1889-1899). Auteur d'une brochure Le percement du Petit-Saint-Bernard (1880-1881)
- Joseph-Marie Emprin (1865-1939), curé de Sainte-Foy et écrivain, Secrétaire perpétuel de l'Académie de la Val d'Isère (1918-1939)[30]. On lui doit une première Histoire de Sainte-Foy-Tarentaise (1933)[31].